# Amaury III de Montfort
Pour les articles homonymes, voir Amaury III, Amaury et Amaury de Montfort.
Amaury III, mort en 1137, est le seigneur de Montfort l'Amaury de 1101 à 1137 et comte d'Évreux de 1118 à 1137. Il est fils de Simon Ier, seigneur de Montfort, et d'Agnès d'Évreux. Il est resté célèbre dans la Haute Vallée de Chevreuse (anciennement et officiellement appelée Pays d'Yveline) pour avoir lutté pour l'indépendance de la région vis-à-vis du Royaume de France entre 1104 et 1112, à la suite de la rébellion de ses vassaux principaux, Gui le Rouge (seigneur de Rochefort-en-Yvelines, Saint-Martin-de-Bréthencourt et Châteaufort) et Milon de Chevreuse, qui avaient soulevé à leurs côtés de nombreux petits seigneurs de la vallée contre la couronne après une cabale fomentée par la famille de Garlande, proche du Roi, contre Gui le Rouge. Grand chef militaire de l'époque, il a notamment réussi les exploits de vaincre le dauphin de France, futur Louis VI le Gros, de maintenir l'indépendance de la Vallée de Chevreuse pendant vingt ans et d'envahir une grande partie de la Normandie (entre Deauville, L'Aigle, Pacy-sur-Eure et Fécamp, moins Le Havre), le tout avec une poignée d'hommes et à la tête d'un petit territoire pauvre et forestier. La multiplication de ses victoires et le caractère indépendantiste de son affrontement avec la couronne de France ont contribué à lui donner une dimension quasi-mythique de son vivant, parvenant à réconcilier sa maison avec celle de Chevreuse. Sa soumission à Louis VI le Gros pour obtenir son aide, à la suite de sa défaite finale face à Henri Ier Beauclerc en 1124, a néanmoins provoqué une ultime et éphémère rébellion de Milon de Chevreuse, ce dernier se réclamant partisan de la poursuite de la lutte contre la couronne de France.
Il a été considéré par les chroniqueurs de son siècle comme l'irréductible ennemi d'Henri Ier Beauclerc.

## Biographie
Il succéda à son frère Simon II. Il était également frère de Bertrade de Montfort, mariée successivement à Foulque IV le Réchin, comte d’Anjou et à Philippe Ier, roi de France.
C’est un vassal direct du roi de France, qui tient des forteresses situées à la frontière du domaine royal, mais en 1098, lors d’une campagne de Guillaume le Roux, roi d'Angleterre et gardien de la Normandie, dans le Vexin contre le roi de France, il n’hésite pas à lui[Qui ?] ouvrir les portes du château de Houdan. En 1108, à la mort du roi Philippe Ier, il soutient les fils de sa sœur, la reine Bertrade, contre le nouveau roi Louis VI, leur demi-frère. Mais il se réconcilie avec le roi et réussit en 1112 à convaincre le comte d’Anjou à s’allier avec le roi de France contre Henri Beauclerc, roi d’Angleterre.
Depuis la mort de Roger de Tosny en 1095, son frère était devenu l’héritier du comté d'Évreux. Amaury hérita également de ces droits du comté et le revendiqua en 1118, à la mort de Guillaume d'Évreux. 
Mais Henri Beauclerc, roi d’Angleterre et duc de Normandie, refusa de lui remettre le comté d'Évreux et le rattacha au duché. Amaury forma alors une coalition avec le roi de France, le comte d’Anjou et plusieurs barons normands pour obtenir son héritage par les armes. Amaury prit Évreux en octobre 1118. En 1119, Henri prit la ville et l’incendia, mais ne put se rendre maître de la citadelle, tenue par les partisans d’Amaury. En octobre 1119, le concile de Reims leur permit de conclure un accord : Amaury rendait le donjon à Henri qui lui donnait le comté.
Mais les relations entre le comte d'Évreux et le roi d’Angleterre ne restèrent pas longtemps cordiales. Les agents royaux levant trop de taxes sur les terres du comté et contraires à la coutume, Amaury persuada son neveu Foulque le jeune, comte d’Anjou, à marier sa fille avec Guillaume Cliton, fils de Robert Courteheuse et prétendant au duché de Normandie. Il s’allia également à plusieurs seigneurs normands mécontents de leur suzerains. La révolte éclata en 1123. Le 25 mars 1124, Guillaume de Grandcourt, l'un des fils cadets du comte Henri d'Eu, le capture lors de l'embuscade de Bourgtheroulde. Finalement, ce chevalier choisit de déserter avec lui plutôt que de le remettre à Henri Ier. Beaucoup de conjurés sont capturés ce jour-là, dont comte Galéran IV de Meulan. Amaury se réfugia en France. Il fit peu après sa soumission et put reprendre possession de son comté d'Évreux.
Il conspira encore en 1126, en soutenant le roi Louis VI qui cherchait à aider Guillaume Cliton, mais se brouilla ensuite avec le roi. Il meurt le 18 ou le 19 avril 1137 et est inhumé dans la salle capitulaire du prieuré fontevriste de Hautes-Bruyères.

## Mariage et enfants
Il épousa en premières noces vers 1115 Richilde de Hainaut, fille de Baudouin II, comte de Hainaut et d'Ide de Louvain, mais les époux durent se séparer en 1118 pour cause de consanguinité.
Il se remaria en 1118 avec Agnès de Garlande, fille d'Anseau de Garlande, seigneur de Rochefort-en-Yvelines, et de Béatrice de Montlhéry, et eut :
- Agnès (morte en 1181), mariée en 1141 à Galéran IV de Meulan (1104-1166), comte de Meulan ;
- Simon III (mort en 1181), comte d’Évreux, puis seigneur de Montfort ;
- Amaury IV (mort en 1140), seigneur de Montfort.